# Tikva golica
Tikva golica (lat. cucurbita) je jednogodišnja biljka puzavica iz familije bundeva, poleglog uglastog rasta sa rašljike, pokrivena oštrim dlakama, veoma osetljiva prema niskim temperaturama što treba uzeti u obzir pri određivanju vremena setve. Listovi su sa dugačkim drškama, veliki,petorežnjeviti i obrasli oštrim dlakama. Cvetovi su krupni, jednopolni i žuti. Plod je bobica, loptastog ili cilindričnog oblika.
Poslednjih godina se sve više širi gajenje tikve golice ili uljane tikve, koja se gaji zbog semena bogatog uljem. Najbolje uspeva na plodnom humusom bogatom černozemu i sličnim zemljištima,ali je tolerantna i na peskovita zemljišta. Tikva Golica ili uljana tikva ne podnosi monokulturu tako da se na istoj površini seje na svakih 3 do 5 godina.

## Primena ulja i semena Tikve Golice
Ulje nije pogodno za prženje zbog niske tačke ključanja već se primenjuje kao salatno ulje, a zbog lekovitosti se primenjuje i u farmaciji.
Semenke sadrže jedinjenja koja pomažu organizmu da se izbori protiv kancerogenih ćelija. Nemačke studije pokazuju da žene koje prolaze kroz menopauzu, a unosi dnevno preporučenu dozu golice smanjuje rizik od raka dojke za čak 23 odsto.

## Prinos semena i mesa Tikve Golice
Prosečan prinos suvog semena uljane tikve je od 400-700Kg/ha, a prinos mesa od 50-70t/ha. 